# 238ª Brigata artiglieria delle guardie
La 238ª Brigata artiglieria delle guardie (in russo 238-я гвардейская артиллерийская бригада?, 238-ja gvardejskaja artillerijskaja brigada, unità militare 39235) è un'unità di artiglieria delle Forze terrestri russe, subordinata all'8ª Armata combinata delle guardie del Distretto militare meridionale e con base a Korenovsk.

## Storia
La brigata è stata costituita il 3 giugno 2020 a Korenovsk, nel Territorio di Krasnodar.
A partire dal febbraio 2022 la brigata è stata impiegata nell'invasione russa dell'Ucraina, operando nell'area di Donec'k e Horlivka fino alla fine del 2023. Il 25 agosto 2023 è stata insignita del titolo di unità delle guardie per decreto del Presidente della Federazione Russa. In seguito alla conquista di Avdiïvka da parte russa nel febbraio 2024 la brigata ha supportato l'offensiva di Pokrovs'k, colpendo obiettivi in direzione di Kurachove e Krasnohorivka. Durante i primi mesi del 2025 è stata impegnata nei combattimenti nel settore di Torec'k.